# Misen
Misen (japonsky 弥山) je posvátná hora na ostrově Icukušima ve městě Hacukaiči v prefektuře Hirošima v Japonsku. Zároveň je s výškou 535 metrů nejvyšší horou ostrova. Nachází se v oblasti svatyně Icukušima, která je na seznamu světového dědictví.
Moře kolem ostrova (Vnitřní moře) a celý ostrov spadají do národního parku Setonaikai.
Severní stranu hory pokrývá prales, který je chráněn prefekturou Hirošima. Na úpatí hory se nachází park Momidžidani-Kóen (紅葉谷公園).
Podle webových stránek Turistické asociace Mijadžimy horu Misen v roce 806, tedy v prvním roce období Daidó, navštívil mnich Kúkai. Již od dávných dob je hora významným cílem poutníků.

## Sedm divů hory Misen
Sedm divů hory Misen, které pramení ze starých příběhů, je následujících:

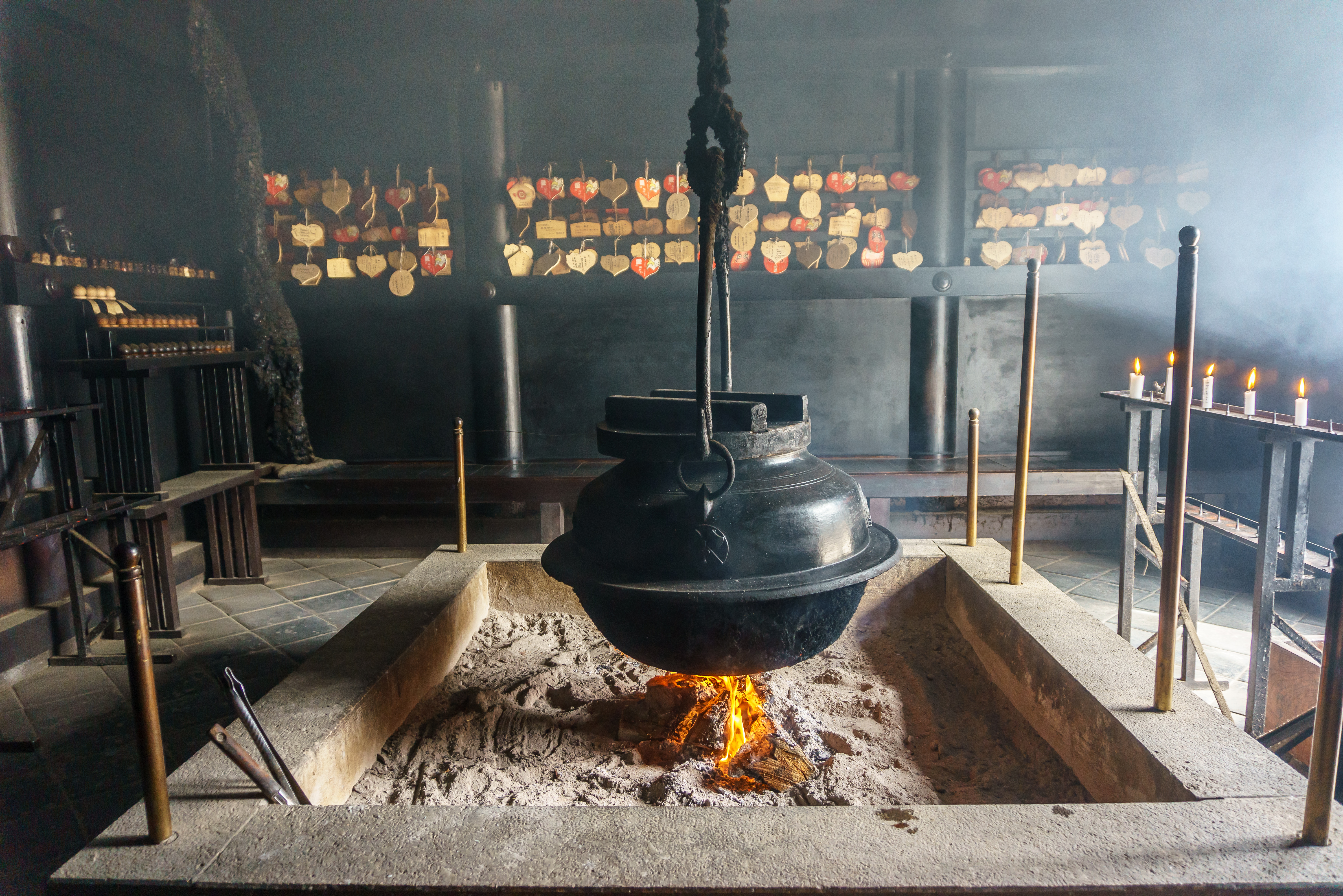
Kiezu-no-hi (Věčný plamen)

### Kiezu-no-hi (Věčný plamen)
Jedná se o posvátný oheň, který údajně založil japonský buddhistický mnich Kóbó Daiši, jenž roku 806 vybudoval chrám Daisho-in. Oheň hoří dodnes a svěcená voda jím vyvařená se používá k léčbě nemocí. Tento oheň byl použit jako zapalovací plamen pro "Plamen míru" v Hirošimském Atomovém dómu.

### Šakudžo-no-ume (Švestka Šakudžo)
Říká se, že jednoho dne se Kóbó Daiši opíral o svou hůlku a ta právě na tomto místě zapustila kořeny těsně před tím, než se proměnila ve švestku.

### Mandara-iwa
Za Hlavní síní chrámu Misen se nachází obrovská skalní stěna, na níž jsou vyryta ručně psaná písmena, sanskrtské znaky a ilustrace Kóbó Daišiho. V současné době je pro návštěvníky uzavřena.

### Kanman-iwa (Skála přílivu a odlivu)
Tato skála leží asi 500 metrů nad mořem, ale z nějakého důvodu slaná voda uvnitř jejího dutého prostoru stoupá a klesá v souladu s přílivem a odlivem.

### Hjošigi-no oto (Zvuk dřevěných klapaček)
Uprostřed noci tu můžete zaslechnout cinkavý zvuk tlukoucích dřevěných klapaček přicházející odnikud. Podle legendy je zdrojem tohoto zvuku tengu, dlouhonosý lesní skřet, který žije uvnitř hory Misen. Lidé jsou varováni, aby zůstali uvnitř, pokud tento zvuk uslyší. Jinak riskují, že budou prokleti.  

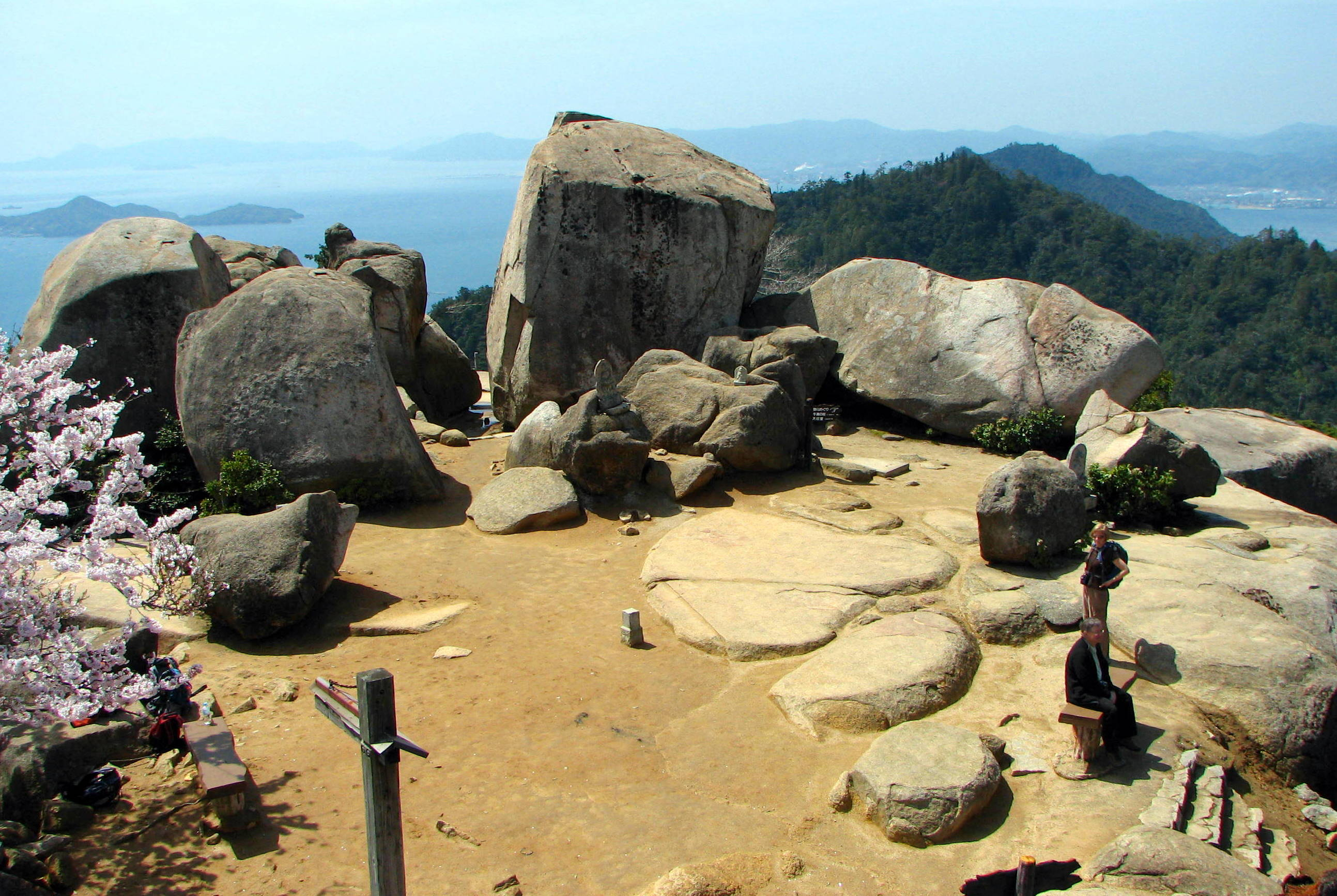
Vrchol hory Misen

### Šigure-zakura (Zasypaná třešeň)
Jedná se o třešeň, která byla vždy vlhká rosou, jako by ji zkropil letmý déšť, i za suchého a slunečného dne. Bohužel byl tento strom již pokácen a nelze jej spatřit.

### Rjuoto No Sugi (Cedr dračího světla)
Tento velkolepý cedr byl známý díky tajemným světlům z moře u pobřeží ostrova Mijadžima, která se kolem něj objevovala. Říkalo se, že tato světla byla jasnější v předvečer lunárního Nového roku. Cedr už uschl a zůstal z něj pouze pařez.

## Prales

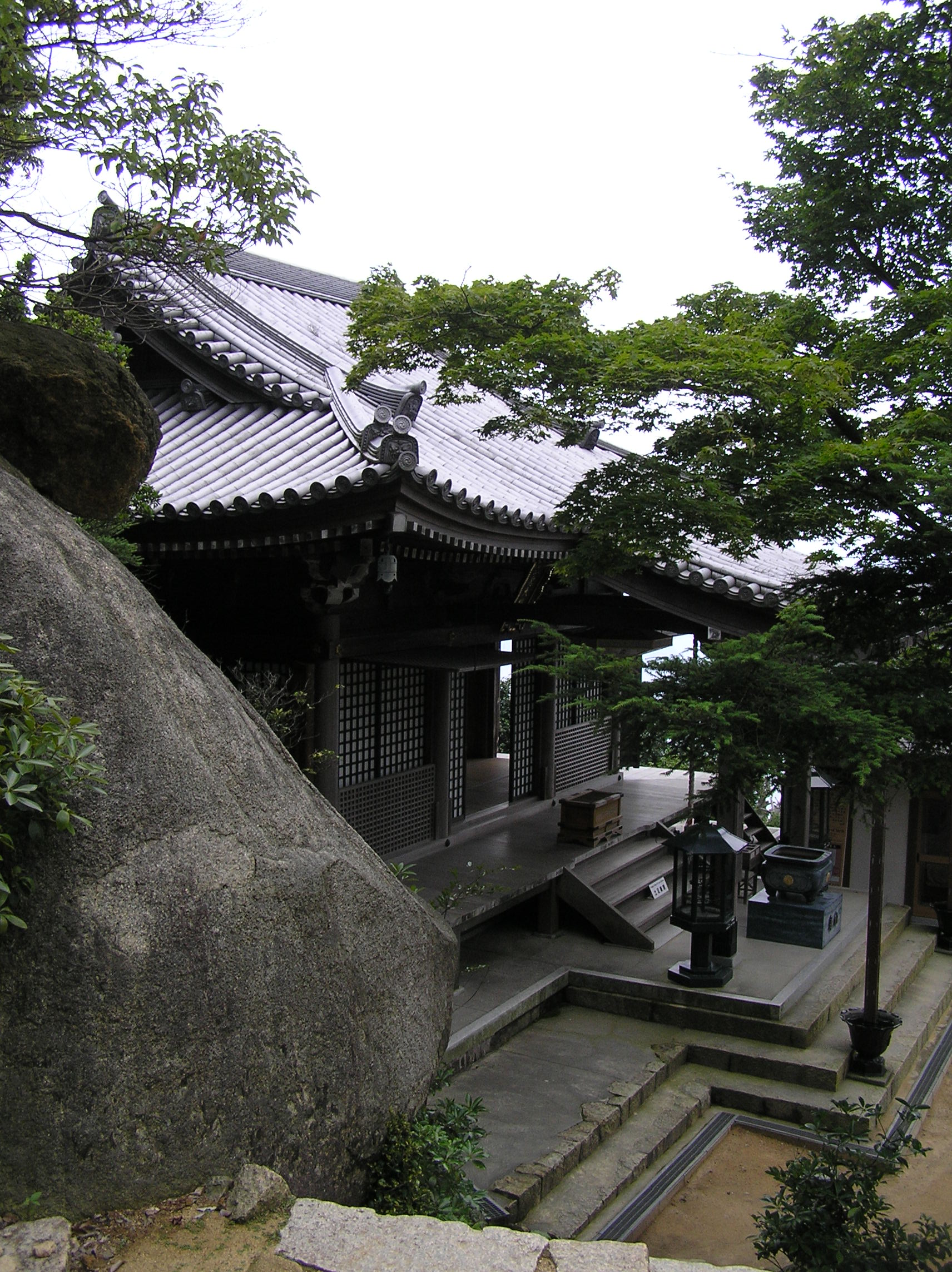
Chrám Sanki-gongen-dó poblíž vrcholu hory Misen

Prales na severní straně hory Misen pokrývá oblast v nadmořské výšce přes 400 metrů. Roste zde rozmanitá směsice jehličnatých stromů, jako jsou jedle a jedlovec různolistý, společně se stále zelenými listnatými stromy, například dubem Quercus salicina. V polovině svahu se porost mění a převládají jiné druhy, zejména japonská červená borovice (borovice hustokvětá), ale také Lithocarpus glaber, Rapanaea neriifolia a Symplocos glauca.
Tento les je chráněn a byl prohlášen za přírodní památku. Je také součástí památky světového dědictví UNESCO, svatyně Icukušima, zatímco zbytek hory Misen spadá do ochranné zóny.